# ضریب علمی

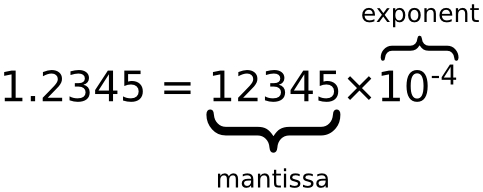
یک عدد ممیز شناور به یک ضریب علمی یا mantissa و توان یا exponent تبدیل شده است.

ضریب علمی یا ضریب، قسمتی از یک عدد در نماد علمی یا عدد ممیز شناور است که شامل پایه و توان و رقم مهم میگردد، با نظر به علامت مثبت یا منفی توان، ضریب علمی میتواند نماینده یک عدد صحیح یا یک کسر باشد.

## مثال ها
شماره ۱۲۳/۴۵ میتواند نماینده یک عدد ممیز شناور در مبنای ده باشد با یک رقم مهم صحیح ۱۲۳۴۵ و یک توان ۲- که ارزش آن با محاسبه زیر تطابق دارد:
۱۲۳۴۵ x ۱۰-۲
همین عدد همچنین میتواند نماینده یک عدد نرمال‌شده با یک ضریب کسری ۱/۲۳۴۵ و توان ۲+ نیز باشد:
۱/۲۳۴۵ x ۱۰+۲
و نهایتاً، این عدد میتواند در حالت استاندارد Language Independent Arithmetic یا (LIA) و چندین استاندارد زبان برنامه‌نویسی شامل اِی‌دی‌اِی یا Ada، سی، و فورترن نیز به صورت زیر به نمایش درآید:
۰/۱۲۳۴۵ x ۱۰+۳

## ضریب علمی و بیت مخفی
وقتی در دستگاه اعداد دودویی کار میکنید، ضریب علمی با شماره تعداد بیت‌هایش تعریف میگردد. چون همیشه مهم‌ترین رقم یک بیت برای یک عدد نرمال‌شده «۱» است، معمولاً این بیت ذخیره نگردیده و به آن «بیت مخفی» گفته میشود. وابسته به شرایط، بیت مخفی ممکن است در شمارش تعداد بیت‌ها محاسبه نگردد.
برای مثال در استاندارد IEEE 754 که برای Double-precision تعریف گردیده است، به یک فرمت و حالت یکسان گاه به دو صورت متفاوت اشاره شده است در بیشتر موارد آنرا دارای ۵۳ بیت ضریب علمی با محاسبه بیت مخفی معرفی نموده و در برخی اوقات آنرا یک ضریب علمی ۵۲ بیتی، بدون شمارش بیت مخفی تعریف میکند.
نماد «بیت مخفی» تنها مخصوص اعداد در مبنای دو میباشد.

## استفاده از کلمه "mantissa
این کلمه به خاطر داشتن کاربردهای دوگانه برای استفاده، بسیار محل اختلاف بوده و به غیر از برخی از شرکت های آمریکایی به نظر نمی‌رسد مورد توافق افراد صاحب نظر و دانشمندان و مؤسسات بین‌المللی فعال در این عرصه باشد.